# Knud Rasmussen
Knud Johan Victor Rasmussen (Jakobshavn, 7 giugno 1879 – Copenaghen, 21 dicembre 1933) è stato un esploratore e antropologo danese e groenlandese, definito il "padre dell'eschimologia" (ora spesso noto come studi Inuit o studi groenlandesi e artici), è stato il primo europeo ad attraversare il passaggio a nord-ovest tramite slitta trainata da cani.

## Biografia
Rasmussen nacque a Jakobshavn, in Groenlandia, figlio di un missionario danese, il vicario Christian Rasmussen, e di una madre inuit-danese, Lovise Rasmussen (nata Fleischer). Aveva due fratelli. 
Rasmussen trascorse i suoi primi anni in Groenlandia tra i Kalaallit, dove imparò a parlare Kalaallisut, a cacciare, a guidare slitte trainate da cani e a vivere nelle dure condizioni artiche. "I miei compagni di gioco erano nativi della Groenlandia. Fin dalla prima infanzia ho giocato e lavorato con i cacciatori, così anche le difficoltà delle più faticose gite in slitta sono diventate per me una piacevole routine". 
In seguito è stato educato a Lynge, nella Selandia del nord, in Danimarca. Tra il 1898 e il 1900 intraprese una carriera senza successo come attore e cantante lirico. 
Andò alla sua prima spedizione nel 1902-1904, conosciuta come la Danske Literaere Grönlands Ekspedition (“Spedizione Letteraria Danese"), con Jørgen Brønlund, Harald Moltke e Ludvig Mylius-Erichsen, per esaminare la cultura inuit. Dopo essere tornato a casa iniziò un ciclo di conferenze e scrisse Il popolo del nord polare (1908), un diario di viaggio combinato e un racconto accademico del folclore degli inuit. Nel 1908, sposò Dagmar Andersen.
Nel 1910, Rasmussen e l'amico Peter Freuchen fondarono la stazione commerciale Thule a capo York (Uummannaq), in Groenlandia. Il nome Thule fu scelto perché era il posto di commercio più a nord del mondo, letteralmente "Ultima Thule". La stazione commerciale divenne la base di partenza per una serie di sette spedizioni, note come le spedizioni Thule, tra il 1912 e il 1933.
La Prima Spedizione Thule (1912, Rasmussen e Freuchen) mirava a verificare l'affermazione di Robert Peary secondo cui un canale divideva Peary Land dalla Groenlandia. I due dimostrarono che non era così con un notevole viaggio di mille chilometri attraverso il ghiaccio interno che quasi li uccise. Clements Markham, presidente della Società Geografica Reale, definì il viaggio il "più bello mai eseguito dai cani". Freuchen scrisse resoconti personali di questo viaggio (e di altri) nei due libri Vagrant Viking (1953) e I Sailed with Rasmussen (1958).
Il più grande successo di Rasmussen fu la massiccia Quinta Spedizione Thule (1921-1924), progettata per "attaccare il grande problema primario dell'origine della razza eschimese". Un resoconto in dieci volumi (The Fifth Thule Expedition 1921-1924, 1946)) di dati etnografici, archeologici e biologici sono stati raccolti, e molti reperti sono ancora esposti nei musei in Danimarca. La squadra di sette persone andò per la prima volta nel Canada artico orientale, dove iniziarono a collezionare campioni, a fare interviste (incluso lo sciamano Aua, che gli parlò di Uvavnuk) e a scavare siti. Rasmussen lasciò la squadra e viaggiò per 16 mesi con due cacciatori inuit in una slitta trainata da cani attraverso il Nord America fino a Nome, in Alaska - cercò di continuare in Russia ma il visto gli fu rifiutato. Fu il primo europeo ad attraversare il passaggio a nord-ovest con una slitta trainata da cani. Il suo viaggio raccontato in Across Arctic America (1927) è considerato oggi un classico della letteratura sulla spedizione polare. Questo viaggio fu anche chiamato "Il grande viaggio in slitta" ed è stato in parte narrato nel film canadese The Journals of Knud Rasmussen (2006).
Per i successivi sette anni Rasmussen viaggiò tra la Groenlandia e la Danimarca per tenere conferenze e scrivere. Nel 1931, partecipò alla Sesta spedizione Thule, progettata per consolidare la rivendicazione della Danimarca su una parte della Groenlandia orientale, contestata dalla Norvegia.

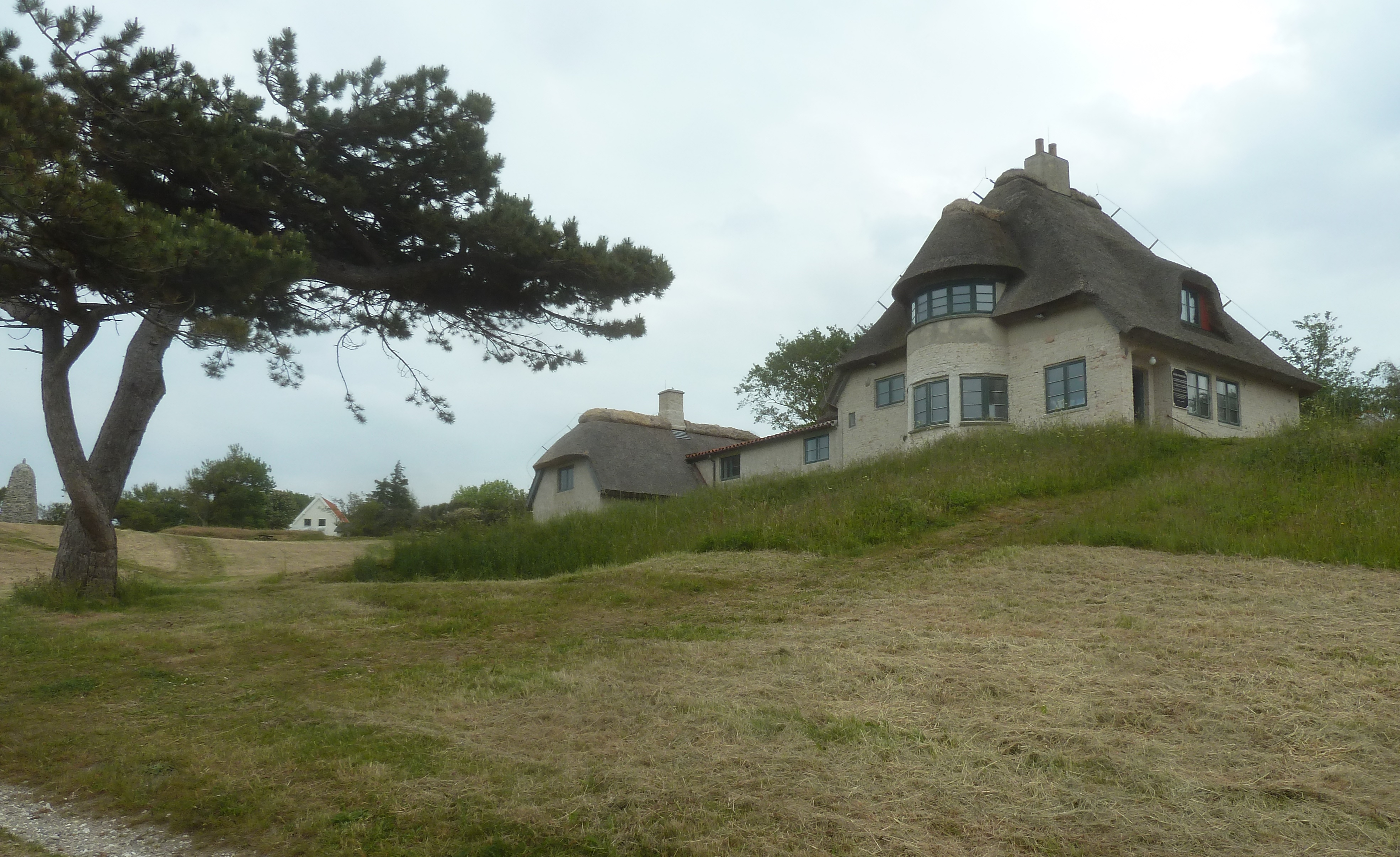
La casa di Knud

La Settima spedizione Thule (1933) era destinata a continuare il lavoro della sesta, ma Rasmussen contrasse la polmonite dopo un episodio di intossicazione alimentare attribuito a un pasto a base di kiviaq, e morì poche settimane dopo a Copenaghen all'età di 54 anni.